# Округ Стјуарт (Тенеси)
Стјуарт (енгл. Stewart County) је округ у америчкој савезној држави Тенеси.

## Демографија
По попису из 2010. године број становника је 13.324, што је 954 (7,7%) становника више него 2000. године.
| Група             | 2000.          | 2010.          |
| Белци             | 11.701 (94,6%) | 12.469 (93,6%) |
| Афроамериканци    | 159 (1,3%)     | 188 (1,4%)     |
| Азијати           | 180 (1,5%)     | 137 (1,0%)     |
| Хиспаноамериканци | 124 (1,0%)     | 250 (1,9%)     |
| Укупно            | 12.370         | 13.324         |